# علوان (دار خوين)
علوان (بالفارسية: علوان) هي منطقة سكنية تقع في إيران في قسم دار خوين الريفي. يقدر عدد سكانها بـ 122 نسمة بحسب إحصاء 2016.